# Amegilla albiceps
Amegilla albiceps es una especie de abeja excavadora perteneciente al género Amegilla, categorizada en la tribu Anthophorini, de la subfamilia Apinae. Fue descrita por el entomólogo australiano Percy Tarlton Rayment en 1951.
Con una longitud corporal de aproximadamente 14 mm, Amegilla albiceps tiene aproximadamente el mismo tamaño que una abeja obrera. La probóscide es naranja y el clípeo es amarillo.

## Distribución
Se distribuye por Australia, en el estado de Victoria.